# Ingrid Hwatz
Ingrid Hwatz, född Blix 6 augusti 1892 i Lund, död 18 april 1990 i Kungsholms församling, Stockholm, var en svensk målare och tecknare.
Ingrid Hwatz var dotter till Magnus Blix och Martina (Tina) Lamm samt syster till Gunnar och Karin Blix. Hon var från 1936 gift med Anders Hwatz. Hon började arbeta med konst i 35-årsålden och studerade konst vid Otte Skölds målarskola 1939 och vid Grünewalds målarskola 1941–1943 samt under ett flertal studieresor till Italien och Frankrike 1948–1953. Hon debuterade med en separatutställning på Gummesons konsthall 1947 som följdes av separatutställningar på bland annat Expo Aleby och De ungas salong i Stockholm. Tillsammans med Arne Stubelius ställde hon ut på Lorensbergs konstsalong i Göteborg 1952 samt medverkade i samlingsutställningar med bland annat Konstfrämjandet. Hennes konst består av landskapsmålningar, figurstudier och porträtt utförda i olja, pastell eller akvarell. Ingrid Hwatz är gravsatt i minneslunden på Råcksta begravningsplats.